# Диагноз (фотомонтаж)

Фотомонтаж Джона Хартфилда «Диагноз» (37.9 × 27.0 см), 1935. Чикагский институт искусств

«Диагноз» (нем. Diagnose) — фотомонтаж немецкого художника, фотографа, плакатиста и декоратора Джона Хартфилда. Представляет собой образец политической фотосатиры, одну из многочисленных работ художника направленную против нацистов и их идеологии. Опубликован в Праге в левом немецкоязычном журнале AIZ 21 марта 1935 года. 
На фотографии представлены трое мужчин: на переднем плане два медицинских работника, которые недоуменно смотрят друг на друга и на заднем обнажённый по пояс пациент, который обследуется в рентгеновской кабине. Правая его рука вытянута в нацистском приветствии, в связи с чем, по замыслу автора, у него произошло характерное искривление позвоночника в виде буквы S, что показано на рентгеннограмме. Хартфилд считал, что коллаж обязательно должен состоять из фотографий с подписями, поскольку текстовое послание и фотографическое изображение взаимодействуют и между собой и с другими элементами композиции. На этом аспекте останавливался немецкий историк искусства Петер Бюргер, который указывал: «В первую очередь это не эстетические объекты, а изображения, предназначенные для чтения. Хартфилд обратился к старой технике эмблемы и использовал её политически». По его наблюдению, в «эмблемах» мастера изображение соединяется посредством двух текстов: заголовка (inscriptio) и более развёрнутого пояснения (subscription). В данном случае под первое определение попадает слово «Диагноз», помещённое в самом верху коллажа, а под второе написанный внизу текст — «Откуда же у этого больного столь странное искривление позвоночника? — Это органическое следствие бесконечных „Хайль Гитлер!“» («„Wodurch zog sich der Mann denn die Rückgratsverkrümmung zu?“ „Das sind die organischen Folgen des ewigen "Heil Hitler!“»). По оценке авторов издания «Собрание Дома Джорджа Истмена. История фотографии с 1839 года до наших дней», монтаж представляет собой «яростную» нападку на «всех, кто бездумно следуя приказам, вступал в нацистскую партию».